# Maggiorino Ferraris
Maggiorino Ferraris, född 6 april 1856, död 23 april 1929, var en italiensk nationalekonom och politiker.
Ferraris blev medlem av deputeradekammaren 1886, var minister för post- och telegrafväsendet i Francesco Crispis ministär 1893-96, samt minister för de erövrade områdena i Luigi Factas ministär februari-oktober 1922, och därefter senator. Ferraris arbetade före första världskriget för ett stärkande av trippelalliansen. Han togs vid flera tillfällen i anspråk av Nationernas förbund, bland annat som rapportör i Ålandsfrågan 1920, ett uppdrag som han dock avsade sig.